# الدمخ (المهرة)

تعديل مصدري - تعديل

الدمخ هي إحدى قرى مديرية المسيلة التابعة لمحافظة المهرة، بلغ تعداد سكانها 34 نسمة حسب تعداد اليمن لعام 2004.